# Château d'Albigny-sur-Saône
Le château d'Albigny-sur-Saône est un ancien château fort, de la fin du XIIe ou du début du XIIIe siècle, remanié à la Renaissance et au XIXe siècle, qui se dresse sur la commune française d'Albigny-sur-Saône dans la métropole de Lyon en région Auvergne-Rhône-Alpes.
Le château fait l’objet d’une inscription au titre des monuments historiques par arrêté du 6 février 1942.

## Localisation
Le château est situé sur une position dominante de la commune d'Albigny-sur-Saône, dans la métropole de Lyon.

## Historique

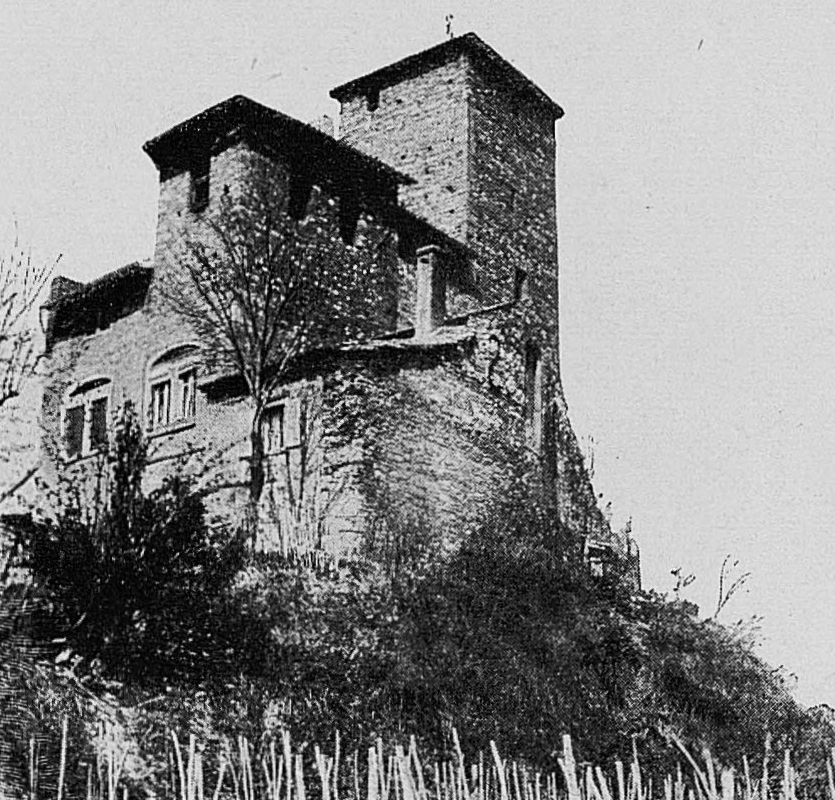
Le vieux château sur une ancienne photo.

## Description
Un donjon carré de la fin du XIIe ou du début du XIIIe siècle est accolé à un logis remanié à la Renaissance et au XIXe siècle. Il est un des rares château à avoir conservé ses hourds d'origine.